# Phorocerosoma postulans
Phorocerosoma postulans là một loài ruồi trong họ Tachinidae.